# Just-in-Time
 Denne artikel bør gennemlæses af en person med fagkendskab for at sikre den faglige korrekthed.

Just-in-Time (JIT) er oprindeligt en betegnelse for, eller karakteristik af, japanske produktionsvirksomheder, specielt Toyota (og dertilhørende Toyota Production System). Ingen ved dog hvad JIT præcis dækker over idet skaberen ikke kendes. Betegnelsen formodes at stamme fra amerikanske industrifolks besøg på japanske virksomheder efter 2. verdenskrig og i 1950'erne. 
JIT dækker over store dele af Toyota production systemet (TPS), som anføres til at bestå af to grundlæggende principper:
- “reduction of cost through elimination of waste”
- “make full use of workers' capabilities”

TPS anfører at lægge speciel vægt på pkt 1; "Elimination of waste" ved:
- Just-in-time produktion: En metode til at reducere leveringstiden til produktionen ved at have høj omstillingsevne, producere de nødvendige ting på de korrekte tidspunkter og minimere lagerbeholdning.
- "Jidoka": Stoppe en operation med det samme hvis en abnormalitet eller defekt opstår.

Grundlæggende er reduktion af spild og unødvendige aktioner en tradion i Japan og ovenstående er baseret på troen at:
Salgspris – omkostninger = profit, modsat den oprindelige forståelse: Omkostninger + profit = salgspris